# 751
751 је била проста година.

## Догађаји
- Википедија:Непознат датум — Владавина династије Абасида у Багдаду.

- јун – Лав IV, син цара Константина V, крунисан је за ко-цара у Цариграду. Само годину дана након што му је умрла мајка Ирена и Константинова друга супруга Марија.
- Новембар – Пипин Мали, најмлађи син Карла Мартела, приморава последњег меровиншког краља Хилдерика III да се повуче у манастир Сен Бертен. Он се проглашава краљем Франака уз подршку папе Захарија, а у Соасону га крунише Бонифатије, бискуп Мајнца, постајући, као Пипин III, први каролиншки монарх Франачког краљевства.
- Лангобардски краљ Аистулф заузео је Равену и Ромању, чиме је окончан византијски егзархат Равена. Последњег егзарха Евтихија убијају Лангобарди. Аистулф прети Риму, захтевајући порез на капитацију. Папа Захарија, узнемирен, тражи помоћ од Византијског царства, али је његов захтев одбијен.
- Битка код Таласа: Први забележени сусрет (и последњи) између арапских и кинеских снага. Владари Ташкента и Фергане су обојица номинални вазали династије Танг; Кинези су интервенисали у име Фергане у сукобу између њих двоје; укључио се Абасидски калифат, који се надмеће са Кинезима за контролу над Централном Азијом. Арапске снаге из Самарканда марширале су да изазову кинеску војску (30.000 људи) под Гао Сјанџијем. Гао је имао низ војних победа у региону. Од 10.000 војника Танга, само 2.000 успело је да се врати са реке Талас у Кину. Арапи тријумфују и они ће остати доминантна сила у Трансоксијани наредних 150 година.
- Олуја у јужној кинеској луци Јангџоу наводно је уништила преко 1.000 бродова који су се бавили каналским и речним саобраћајем.
- Ким Даесеонг, главни министар краљевства Сила, наређује изградњу храмова Булгукса и Сеокгурам у Гиеонгју (Јужна Кореја).
- Најстарији сачувани штампани документ, будистички спис, штампан је у Кореји.
- Теодор је наследио Теофилакта на месту православног антиохијског патријарха.